# 弯茎龙胆
弯茎龙胆（学名：Gentiana flexicaulis）是龙胆科龙胆属的植物，是中国的特有植物。分布在中国大陆的四川、陕西等地，生长于海拔2,400米至4,600米的地区，一般生于河滩、草地、沟谷以及山坡，目前尚未由人工引种栽培。